# Harpya
Harpya és una pel·lícula de curtmetratge belga escrita i dirigida per Raoul Servais el 1979 i protagonitzada per Will Spoor, Fran Waller Zeper i Sjoert Schwibethus. La pel·lícula va guanyar la Palma d'Or al millor curtmetratge al 32è Festival Internacional de Cinema de Canes. Es una barreja d'horror i comèdia negra que fa que se la consideri pel·lícula de culte.

## Sinopsi
Un home amb mostatxo a l'estil de la Belle Époque (Spoor) està caminant per un carrer fosc quan sent els crits d'una dona (Waller Zeper) mentre és estrangulada a una font. L'home assenyala el seu agressor (Schwibethus), només per descobrir que és en realitat una harpia, un ocell blanc alat, més gran que una àguila, amb el cap (calb) i els pits d'una dona. Fascinat, l'home porta la bèstia a casa seva per aixoplugar-la i alimentar-la. Aviat descobreix la gana insaciable de l'harpia. L'harpia es menja tot el menjar, després es menja el seu lloro i comença a mirar el seu host amb una mirada sinistra. Una nit, quan l'home intenta escapar-se, l'harpia l'aclapa i se li menja les cames.
Més tard, un cop dormida l'harpia, l'home s'arrossega fora de casa, trobant amb alegria fregit francès per menjar. L'harpia vola fora de casa, el descobreix i se li menja el berenar. L'home desesperat, enfurismat, intenta estrangular-la. En sentir els seus crits, un agent de policia arriba al rescat i salva la suposada "víctima", llençant l'home a terra d'un cop; l'harpia es mira llavors l'oficial amb alegria.

## Repartiment
- Will Spoor: l'home
- Fran Waller Zeper: l'harpia
- Sjoert Schwibethus: l'agressor

## Producció
Servais va animar la pel·lícula amb una projecció frontal òptica de color de 35 mm dels seus personatges sobre un fons de vellut negre filmat amb una càmera multiplà.
Servais va afirmar que: "Harpya va ser el meu primer intent de combinar imatges d'acció en directe amb animació. Els actors en viu havien de ser incorporats en fons gràfics, per la qual cosa havia d'inventar la meva pròpia tècnica en aquell moment. El resultat va ser més que satisfactori, però em va caldre molt de temps, perquè es limitava a la feina d'una sola persona. Suposo que Harpya serà l'única pel·lícula mai realitzada amb aquesta tècnica".

## Premis
Ha rebut elogis crítics per part de crítics i experts internacionals com un dels curtmetratges animats més grans de tots els temps a més de ser un dels millors curts guanyadors de la Palma d'Or mai realitzats.

- Palma d'Or al millor curtmetratge al 32è Festival Internacional de Cinema de Canes.[10]
- Premi al millor curtmetratge en la 24a edició dels Premis Sant Jordi de Cinematografia.[11]